# Serge Yohoua
Serge Yohoua (* 22. März 1989 in Ouragahio) ist ein ivorischer Fußballspieler mit deutscher Staatsbürgerschaft.

## Karriere
Von 2008 bis 2011 spielte Serge Yohoua in der Bayernliga für die zweite Mannschaft des FC Ingolstadt 04, aus dessen Jugend er hervorgegangen war. 2011 wechselte er zum Drittligisten FC Rot-Weiß Erfurt, doch sein erstes Jahr verlief unglücklich. Zuerst kostete ihn ein Außenbandriss den Saisonstart und kaum hatte er am achten Spieltag sein Profidebüt nach einer Einwechslung gegeben, warf ihn ein Knorpelschaden zurück. Schließlich verhinderte eine Blinddarmoperation seine Rückkehr in die erste Mannschaft. Lediglich im Oberligateam bestritt der Stürmer noch vier Spiele, in denen er drei Tore erzielte. Im Sommer 2012 wechselte er für ein Jahr zum West-Regionalligisten FC Viktoria Köln.
Ab der Saison 2013/14 spielte Yohoua für den oberbayerischen Amateurverein FC Pipinsried in der Bayernliga-Süd. In der Saison 2014/15 war er mit 14 Toren der erfolgreichste Torschütze des zwischenzeitlichen Bayernliga-Tabellenführers.
Nach vier Spielzeiten ging Yohoua innerhalb der Bayernliga Süd zum TSV 1896 Rain. Bereits im Winter 2018 wechselte er zum TSV Pöttmes. Im Sommer 2019 erfolgte sein Wechsel zum TSV Oberhaunstadt.